# Kadžarsko cesarstvo
Kadžarsko cesarstvo (perzijsko دولت علیّه ایران, latinizirano: Dovlat-e Elije-je Irân, dob. 'Vzvišena država Iran') je naziv za novoveško iransko državo pod kadžarsko rodbino. Kadžari so vladali v Iranu od leta 1785 do 1925. Ob njihovem vojno-političnem vrhuncu se je cesarstvo raztezalo tudi preko območja današnjega Azerbajdžana, Armenije, Gruzije, Afganistana, Turkmenistana, Uzbekistana in vzhodne Turčije.
Sama rodbina je pripadala plemenu Kadžarov, ki so bili turškega porekla, njihova politična kariera pa se je začela že v 17. stoletju, ko so služili vladajoči rodbini Safavidov. Sedež je bil Gorgan, iransko mesto nedaleč od jugovzhodne obale Kaspijskega jezera. Iranu so zavladali leta 1794, ko je bil odstavljen zadnji zandijski vladar Lotf Ali-han.
Obdobje kadžarske vladavine so zaznamovale uspešne vojne proti Osmanskemu cesarstvu, pa tudi izguba območja na Kavkazu, ki so bili po sporazumih iz Golestana (1813) in Turkmenčaja (1828) pripojeni Ruskemu cesarstvu. Kadžarsko cesarstvo je vodilo vojne tudi proti Britanskemu imperiju na jugu in vzhodu: v Perzijskem zalivu so bili odbiti britanski poskusi kolonizacije obale, uspešno je bil pripojen Beludžistan, prodor proti Heratu (današnji Afganistan) proti združenim britanskim, indijskim in paštunskim silam pa je bil neuspešen. Navedene vojne so oblikovale državne meje modernega Irana.
Začetek 20. stoletja  je zaznamovala Iranska ustavna revolucija iz leta 1906, 19 let kasneje pa se je spremenil Iran iz absolutne v ustavno monarhijo. Istega leta je oblast prevzel šah Reza, s čimer kadžarska rodbina odide iz svetovne politične scene. Začne se obdobje vladavine rodbine Pahlavi, ki se je obdržala vse do leta 1979.

## Začetek
Kadžarski vladarji so bili člani Karagöz Črno oko plemena Oguzov, ki so sami bili člani Karakalpakov ali črnih klobukov, del turških Oguzov. Kadžari so se prvič naselili v obdobju Mongolskega cesarestva v bližini Azerbajdžana in so bili eden od sedmih bojevitih plemen Kizilbaši, ki so podprli Safavide. Safavidi »levo Arran (latinsko: Albānia, grško: Ἀλβανία, Albanía in staro armensko: Աղուանք Ałuankʿ (Aguank), partsko: Ardhan, srednja Perzija: Arran (današnja Republika Azerbajdžan)), lokalni turški kani« in »leta 1554 je bil Ganja guverner Shahverdi Soltan Ziyadoglu Qajar, čigar družina je prišla iz Karabaha v južnem Arranu«.
Kadžari so v 16 - 17. stoletju za Safavide opravili številne diplomatske misije. V času šaha Abbasa I. so bili razseljeni po celotnem Iranu. Številni so naselili tudi Astarabadu (danes Gorgan, Iran), na jugovzhodnem koncu Kaspijskega jezera kjer je ta veja Kadžarov dvignila na oblast. Prednik rodbine Kadžarov, šah Qoli Kan iz Quvanlu, Ganja, se je poročil v Quvanlu v kadžarsko družino v Astarabad. Njegov sin, Fath Ali Kan (rojen okoli 1685–1693) je bil znan vojaški poveljnik med vladavino safavidskega šaha Sultana Huseina in Tahmaspa II. Ubit je bil na ukaz šaha Naderja leta 1726. Fath Ali Kanov sin Mohamed Hasan Kan Kadžarski (1722–1758) je bil oče Mohameda Kana in Hoseina Koli Kana (Jahansouz šah), oče Baba Khan, prihodnjega Fath-Ali šaha Kadžarov. Mohamed Hasan Kan je bil ubit na ukaz Karim Kana iz Zandijske rodbine.
V 126 letih med propadom države Safavidov in vzponom Naser al-Din šaha Kadžarov, so se ti razvili iz plemena pastirjev - bojevnikov s postojankami v severni Perziji, v perzijsko rodbino z vsemi znamenji Perzijsko - islamske monarhije.

## Vzpon moči
»Tako kot skoraj vsaka dinastija, ki je vladala Perziji od 11. stoletja dalje, so Kadžari prišli na oblast s podporo turških plemenskih sil, medtem ko so uporabljali izobražene Perzijce v svoji birokraciji«. Leta 1779 je bil po smrti Karim Kana iz Zandijske rodbine, je Mohamed Kan Kadžarski, vodja Kadžarov, odločen združiti Iran. Mohamed Kan je bil znan kot eden od krutejših kraljev, celo po iranskih standardih 18. stoletja. V svojem prizadevanju za oblast, je rušil mesta, pobil vse sloje prebivalstva in oslepil okoli 20.000 ljudi v mestu Kerman, ker so prebivalci branili mesto pred njegovim obleganjem.
Kadžarska vojska je bila sestavljena iz majhnega števila turških telesnih stražarjev in gruzijskih sužnjev. Do leta 1794 je Mohamed Kan odstranil vse svoje tekmece, vključno z Lotf Ali Kanom, zadnjim iz rodbine Zand. Ponovno je vzpostavil nadzor nad Perzijo in nad ozemlji na Kavkazu. Aga Mohamed je prestavil sedež svojega glavnega mesta v Teheran, vasico v bližini ruševin starodavnega mesta Raj. Leta 1796 je bil uradno okronan kot šah. Leta 1797 so na Mohameda Kana Kadžarskega izvedli atentat v mestu Shusha (danes v Gorskem Karabahu), glavno mesto kanata Karabah in nasledil ga je nečak, Fat Ali Šah Kadžarski.

## Vojna z Rusijo
Leta 1803, pod Fat-Ali šahom, se Kadžari odločijo za boj proti ruskemu imperiju, ki je bil znan kot Rusko-perzijska vojna (1804–1813) zaradi zaskrbljenosti glede ruske širitve na Kavkazu, ki je bil iranska domena, čeprav so se nekateri Kanati na Kavkazu obravnavali za samostojne ali pol - neodvisne v času ruske ekspanzije v 19. stoletju. To obdobje so zaznamovali prvi veliki gospodarski in vojaški posegi v iranske interese v kolonialni dobi. Kadžarska vojska je utrpela velik vojaški poraz in v skladu s pogoji iz pogodbe iz Gulistana iz leta 1813, je Iran priznal Rusiji priključitev Gruzije in večine območje na Kavkazu. Druga rusko-perzijska vojna v poznih 1820 se je končala še bolj pogubno za Kadžare z začasno okupacijo Tabriza in podpisom pogodbe v Turkmenčaju leta 1828 ter priznanjem ruske suverenosti nad celotnim Južnim Kavkazom, na območju severno od reke Aras.
Vladavino Fat-Ali šaha je zaznamovala povečana diplomatska aktivnost z Zahodom in začetek intenzivnih evropskih diplomatskih rivalstev nad Iranom. Njegov vnuk Mohamed Šah Kadžar, ki je padel pod ruski vpliv in naredil dva neuspešna poskusa, da zajame Herat, kar mu je uspelo leta 1834. Ko Mohamed šah umre leta 1848, nasledstvo prenese na svojega sina Naser-al-Din šaha, ki se je izkazal kot najsposobnejši in najuspešnejši kadžarski vladar.

## Razvoj in propad
V času vladavine Naser-al-Din šaha, so v Perzijo zanesli zahodno znanost, tehnologijo in vzgojno-izobraževalne metode in začela se je modernizacije v državi. Naser-al-Din šah je poizkušal izkoristiti medsebojno nezaupanje med Veliko Britanijo in Rusijo, da bi ohranil neodvisnost Perzije, vendar se tujemu vmešavanju in teritorialnim posegom pod svojo oblastjo ni mogel izogniti. Najel je tuje kredite za financiranje dragih potovanj v Evropo. Ta potovanja so bila del strategije da bi Perzija ostala neodvisna, starodavna vendar civilizirana država. Čeprav so bila potovanja na tem področju precej uspešen, pa ni mogel preprečiti Britancem in Rusom da ne bi posegali v regijah s tradicionalno perzijskim vplivom. Leta 1856 je v anglo-perzijski vojni, Velika Britanija preprečila Perziji vnovični nadzor nad Heratom. Mesto je bilo del Perzije v času Safavidov, vendar je bil Herat pod ne-perzijskim vplivom praviloma od sredine 18. stoletja dalje. Velika Britanija je tudi v 19. stoletju razširila svoj nadzor na drugih področjih v Perzijskem zalivu. Medtem je, leta 1881, Rusija zaključila svojo zmago v današnjem Turkmenistanu in Uzbekistanu, tako da so meje Rusije postale severovzhodne meje Perzije in prekinile zgodovinske perzijske vezi z mesti Buhara in Samarkand. Več trgovinske koncesije je Perzijski vladi dano a pod britanskim nadzorom. Konec 19. stoletja so mnogi Perzijci verjeli, da so bili njihovi vladarji gledali na tuje interese.  
Mirza Taghi Kan Amir Kabir je bil mlademu princu Naser al-Dina svetovalec in stražnik. Ob smrti Mohameda šaha leta 1848, je bil Mirza Takhi v veliki meri odgovoren za postavitev prestolonaslednika za prestol. Ko je Naser al-Din nasledil prestol, je bil Amir Nezam imenovan na položaj predsednika vlade in dobil naziv Amir Kabir (Veliki vladar).
V tistem času je bila Perzija pred bankrotom. V naslednjih dveh letih in pol je Amir Kabir sprožil pomembne reforme v skoraj vseh sektorjih družbe. Javni izdatki so se zmanjšali, in razlika je bila opravljena med zasebnim in javnim denarjem. Instrumenti centralne uprave so bili prenovljeni in Amir Kabir je prevzel odgovornost za vsa področja administracije. Tuje vmešavanje v notranje zadeve Perzije je bilo okrnjeno, spodbujal je zunanjo trgovino. Izvedena so bila javna dela, kot bazar v Teheranu. Amir Kabir je izdal edikt, ki je prepovedoval bogato okrašeno in preveč formalno pisanje v vladnih dokumentih; začetek moderne Perzijske proze v slogu tistega časa.
Eden izmed največjih dosežkov Amir Kabirja je stavba Dar ola Fonoon, prva moderna univerza v Perziji in na Bližnjem vzhodu. Dar ol Fonoon je bila ustanovljena za usposabljanje novega kadra administratorjev in jih seznanila z zahodnimi tehnikami. Amir Kabir je odredil šolo zgraditi na obrobju mesta, da bi se lahko razširila ko bi bilo potrebno. Francoske in ruske inštruktorje ter Perzijce je najel za poučevanje predmetov kot so bili jeziki, medicina, pravo, geografija, zgodovina, ekonomija in tehniške vede. Na žalost, Amir Kabir ni živel dovolj dolgo, da bi videl njegov največji spomenik zaključen, vendar še vedno stoji v Teheranu kot znak idej velikega človeka za prihodnost svoje države.
Iz teh reform je bila vlada izključena. Menili so, da predstavlja Amir Kabir grožnjo njihovim interesom in so oblikovali koalicijo proti njemu, v katerem je bila aktivna tudi kraljica mati. Mladi šah je bil prepričan, da je Amir Kabir želel posegati po prestolu. V oktobru 1851 ga šah odstavi in ga izžene na Kashan, kjer je bil umorjen na nalogu šaha. Prek poroke z Ezzat od- Doleh, je bil Amir Kabir bil šahov svak.

## Ustavna revolucija
Ko je Naser al-Din šah Kadžarski umoril Mirza Reza Kermanija leta 1896, je krona prešla na sina Mozafer-al-Dina. Mozafer-al-Din šah je bil zmeren, vendar relativno neučinkovit vladar. Kraljeva potratnosti sovpada z nezadostno sposobnostjo pridobivanja prihodka za varno državo, kar je še dodatno poslabšalo finančno stisko Kadžarov. V odgovor je šah pridobil dve veliki posojili iz Rusije (delno financiranje osebnega potovanja v Evropo). Javna jeza je primorala šaha, da je prodal koncesije (za gradnjo cest, organ za izterjavo dajatev na uvoz, itd) evropskim interesentom v zameno za velikodušna plačila šaha in njegovih uradnikov. Popularno zahteve brzdajo arbitrarno kraljevsko oblast v korist pravne države in povečale zaskrbljenost glede rastočega tujega vmešavanja.
Šahov neuspeh, da se odzove na proteste s strani verskega vodstva, trgovcev in drugih razredov pod vodstvom trgovcev in duhovniških voditeljev v januar 1906, ga primora da poišče zatočišče pred verjetno aretacijo v mošeji v Teheranu in zunaj prestolnice. Ko šah, ki ni izpolnil obljube, da bo omogočil ustanovitev hiše pravičnosti ali posvetovalno skupščino, 10.000 ljudi pod vodstvom trgovcev, v juniju zavzame zatočišče tudi britansko poslaništvo v Teheranu. V avgustu šah, z izdajo odloka obljubil ustavo. V oktobru je bila sklicana izvoljena skupščina, ki je pripravila ustavo, ki je predvidevala stroge omejitve kraljeve oblasti, izvoljeni parlament ali Majles, s širokimi pooblastili za zastopanje ljudi in vlado s kabinetom, ki ga mora potrditi Majles. Šah je podpisal ustavo 30. decembra 1906, vendar, da ne bi izgubil vse svoje moči v Majlesu, priloži opozorilo, da je njegov podpis potreben na vseh zakonih pred uveljavitvijo. Umrl je pet dni kasneje. Dopolnilni temeljni zakoni so bili sprejeti leta 1907 z omejitvami glede svobodo tiska, govora in združevanja ter za varnost življenja in premoženja. Upanje glede ustavne ureditve ni bilo realizirano.
Mozafer-al-Din šah, sin Mohameda Ali šaha (vladal 1907–1909), ki je bil preko matere tudi vnuk predsednika vlade Amir Kabirja, je s pomočjo Rusije, poskušal preklicati ustavo in ukiniti parlamentarno vlado. Po številnih sporih s člani Majlis, v juniju 1908 uporabi svoje rusko - perzijske častnike, kozaško brigado in bombardira stavbo Majlis, aretira veliko poslancev in zapre parlament. Proti šahu se začnejo upirati v Tabrizu, Isfahanu, Rashtu in drugod. V juliju 1909 ustavne sile korakajo od Rašta do Teherana pod vodstvom Mohameda Vali Kana Sepahsalar Khalatbari Tonekaboni, odstavijo šaha in ponovno vzpostavijo ustavo. Odstavljeni šah odide v izgnanstvo v Rusijo. Mohamed Ali šah je umrl v San Remu v Italiji v aprilu 1925.
16. julija 1909 so v Majlesu glasovali, da se Mohamed Ali šahov 11-letni sin, Ahmad šah postavi na prestol. Čeprav so ustavne sile zmagale, se soočajo z resnimi težavami. Pretresi Ustavne revolucije in državljanske vojne so ogrožali stabilnost in trgovino. Poleg tega, bivši šah z rusko podporo, poskuša ponovno pridobiti prestol z desantom vojakov v juliju 1910. Najhujše od vsega, upanje, da bo ustavna revolucija odprla novo obdobje neodvisnosti od velikih sil se ni uresničilo, saj sta se pod anglo-ruskim sporazumom iz leta 1907, Velika Britanija in Rusija dogovorili za razdelitev Perzije na vplivna  območja. Rusi so dobili izključno pravico do opravljanja svojih interesov v severnem delu, Britanci na jugu in vzhodu, prosto pa konkurirali za gospodarsko in politično prednost v nevtralnem področju v centru. Zadeve so se obrnile na glavo, ko je bil Morgan Shuster (tudi Schuster), uradnik ZDA najet kot glavni blagajnik Perzijske vlade, da bi reformirali svoje finance, in zahteval, da se pobere davke od močnih uradnikov, ki so bili ruski varovanci in so poslali nad člane zakladnice žandarmerijo, davčno službo, v rusko cono. Ko je decembra 1911 Majlis soglasno zavrnil ruski ultimat, ki je zahteval Shusterjev odpust, so ruske čete, ki so že bile v državi, zasedle glavno mesto. Da bi to preprečili, 20. decembra načelniki Bakhtiari in njihovi vojaki obkolijo stavbo Majles, prisilno sprejmejo ruski ultimat in zaprejo parlament ter ponovno suspendirajo ustavo.

## Padec rodbine
Soltan Ahmad šah je bil rojen 21. januar 1898 v Tabrizu in nasledil prestol v starosti 11 let. Vendar pa je bila zasedba Perzije med prvo svetovno vojno od ruskih, britanskih in otomanskih vojakov udarec, od katerega si Ahmad šah nikoli ni dejansko opomogel. 
V februarju 1921 je Reza Kan, poveljnik Perzijske brigade Kozakov uprizori državni udar, in  postane učinkovit vladar Irana. Leta 1923, Ahmad šah odide v izgnanstvo v Evropo. Reza Kan zahteva od Majles da odstavi Ahmad šaha oktobra 1925 in za trajno izključi Kadžarsko rodbino. Reza Kan je bil kasneje razglašen kot šah Reza šah Pahlavi, ki je vladal med letoma 1925-1941. 
Ahmad šah je umrl 21. februarja 1930 v Neuilly-sur-Seine, Francija.

## Perzijski šahi, 1794–1925
| Name | Name                      | Portret | Naslov             | Rojen-umrl | Začetek vladanja  | Konec vladanja    |
| ---- | ------------------------- | ------- | ------------------ | ---------- | ----------------- | ----------------- |
| 1    | Aga Mohamed Kan Kadžarski |         | Šahanšah           | 1742–1797  | 20. marec 1794    | 17. junij 1797    |
| 2    | Fat Ali Šah               |         | Šahanšah           | 1772–1834  | 17. junij 1797    | 23. oktober 1834  |
| 3    | Mohamed Šah Kadžar        |         | Šah                | 1808–1848  | 23. oktober 1834  | 5. september 1848 |
| 4    | Naser-al-Din Šah          |         | Šahanšah           | 1831–1896  | 5. september 1848 | 1. maj 1896       |
| 5    | Mozafer-al-Din Šah        |         | Šahanšah in sultan | 1853–1907  | 1. maj 1896       | 3. januar 1907    |
| 6    | Mohamed Ali Šah           |         | Šahanšah           | 1872–1925  | 3. januar 1907    | 16. julij 1909    |
| 7    | Ahmad Šah Kadžar          |         | Sultan             | 1898–1930  | 16. julij 1909    | 15. december 1925 |